# Коржупова Ангеліна Петрівна
Коржу́пова Ангеліна Петрівна (11 (24) вересня 1912, с. Гоголів, Броварського району — 22 травня 1980, Вінниця) — літературознавець, доктор філологічних наук (1967), професор (1972).

## Біографічні дані
Народилася 11 (24) вересня 1912 року у с. Гоголів, Броварського району.
У 1936 році закінчила Харківський університет. Працювала вчителем. 
З 1945 по 1962 рік — викладала у Чернівецькому університеті: з 1949 року — доцент кафедри історії української літератури. З 1962 року — у Вінницькому педагогічному інституті: професор кафедри української літератури.
У 1957 році була кандидатом у депутати міської Ради депутатів трудящих.
Член КПРС з 1960 року.
Померла 22 травня 1980 року у Вінниці.

## Наукова робота
Досліджувала історію української літератури 19—20 сторіччя, зокрема творчість І. Франка, С. Воробкевича, Ю. Федьковича, О. Кобилянської, Є. Ярошинської. Упорядкувала і написала вступні статті до збірок «Вибрані твори» Є. Ярошинської та «Юрій Федькович в розвідках і матеріалах» (обидві — Київ, 1958).
Фасоля А. М., який з 1971 по 1975 рік навчався у ВДПУ, згадує вчену серед «відданих науці й залюблених у педагогічну справу викладачів, майстрів».

### Основні твори
За ЕСУ:
- Наочність на уроках української літератури: навч. посіб. — К., 1961; 1965;
- Юрій Федькович: літ. портрет. — К., 1963;
- Буковинський поет Остап Вільшина // Укр. літературознавство. — Л., 1970. — Вип. 8[1].